# Galium fendleri
Galium fendleri är en måreväxtart som beskrevs av Asa Gray. Galium fendleri ingår i släktet måror, och familjen måreväxter. Inga underarter finns listade i Catalogue of Life.